# Reserves de la Selva Atlàntica del Sud-est del Brasil
Les Reserves de la Selva Atlàntica del Sud-est del Brasil són una zona natural protegida, ubicada entre els estats de São Paulo i Paraná al Brasil.
Constitueixen un dels millors exemples del bosc atlàntic brasiler, està compost per 25 zones protegides que sumen una superfície de 470.000 hectàrees i són un exemple de la riquesa biològica i l'evolució dels últims vestigis de bosc atlàntic. Des de muntanyes cobertes per boscos, fins a embassaments i illes amb muntanyes i dunes aïllades sempre en un entorn de gran bellesa
Formen part d'un dels disset llocs inscrits a la llista del Patrimoni Mundial de la Humanitat al Brasil.